# Selestino Ravutaumada
Selestino Ravutaumada, född 17 januari 2000, är en fijiansk rugbyspelare. Han ingick i det fijianska lag som tog silver i sjumannarugby vid OS 2024 i Paris.